# ミルマンの定理
ミルマンの定理（みるまんのていり、英: Millman's theorem）は、全電圧の定理、帆足-ミルマンの定理ともいい、直列アドミタンスをもつ複数の電圧源が並列接続された電気回路の出力電圧（開放電圧）を求める定理である。
各電圧源の電圧をVi 、電源を除いたときの電源部の各アドミタンスをYi とすると、電気回路の出力電圧（開放電圧）V0 は各電圧源電圧を各アドミタンスで重み付けした加重平均で表される：
{\displaystyle V_{0}={\frac {\displaystyle \sum _{i=1}^{N}{Y_{i}V_{i}}}{\displaystyle \sum _{i=1}^{N}{Y_{i}}}}}

## 全電流の定理
ミルマンの定理の双対にあたるものに全電流の定理がある。これは、並列インピーダンスをもつ複数の電流源が直列接続された電気回路の短絡電流を求める定理である。
各電流源の電流をIi 、電源を除いたときの電源部の各インピーダンスをZi とすると、電気回路の短絡電流I0 は各電流源電流を各インピーダンスで重み付けした加重平均となる：
{\displaystyle I_{0}={\frac {\displaystyle \sum _{i=1}^{N}{Z_{i}I_{i}}}{\displaystyle \sum _{i=1}^{N}{Z_{i}}}}}